# 中村尚司
中村 尚司（なかむら ひさし、1938年 - ）は、日本の経済学者。龍谷大学名誉教授。龍谷大学安重根東洋平和研究センター客員研究員。

## 来歴・人物
- 1938年、京都市で出生。
- 1961年、京都大学文学部卒業後に、アジア経済研究所勤務を経て龍谷大学経済学部教授、京都大学東南アジア研究センター客員教授。
- 専攻は、地域経済論、エントロピー論、南アジア研究などをフィールドにした「民際学」。

## 主な著作
- 『共同体の経済構造』新評論,1975年
- 『地域と共同体』春秋社,1980年
- 『スリランカ水利研究序説』論創社,1988年
- 『豊かなアジア、貧しい日本』学陽書房,1989年
- 『地域自立の経済学』日本評論社,1993年
- 『人びとのアジア』岩波新書,1994年